# ماناکاپورو
ماناکاپورو یک شهرداری است که در ایالت آمازوناس (برزیل) ، برزیل واقع شده است.

جمعیت این شهر در سال ۲۰۱۶ ، ۹۵٬۳۳۰ نفر بوده و مساحت کل آن ۷٬۳۲۹٬۲۳۴ کیلومتر مربع است.این شهر با داشتن سواحل زیبا، دریاچه‌ها، رودخانه‌ها و جنگل‌ها یکی از بزرگترین مناطق گردشگری ایالت آمازوناس به حساب می‌آید.